# تاكايوكي سودزكي
تاكايُوكي سودْزُكي (باليابانية: 鈴木 敬之) (مواليد 4 أكتوبر 1973)، هو لاعب كرة قدم ياباني سابق كان يلعب كحارس مرمى.

## وصلات خارجية
- تاكايوكي سودزكي على موقع رابطة كرة القدم اليابانية للمحترفين (اليابانية)
- تاكايوكي سودزكي على موقع عالم كرة القدم.نت (الإنجليزية)